# Homilética

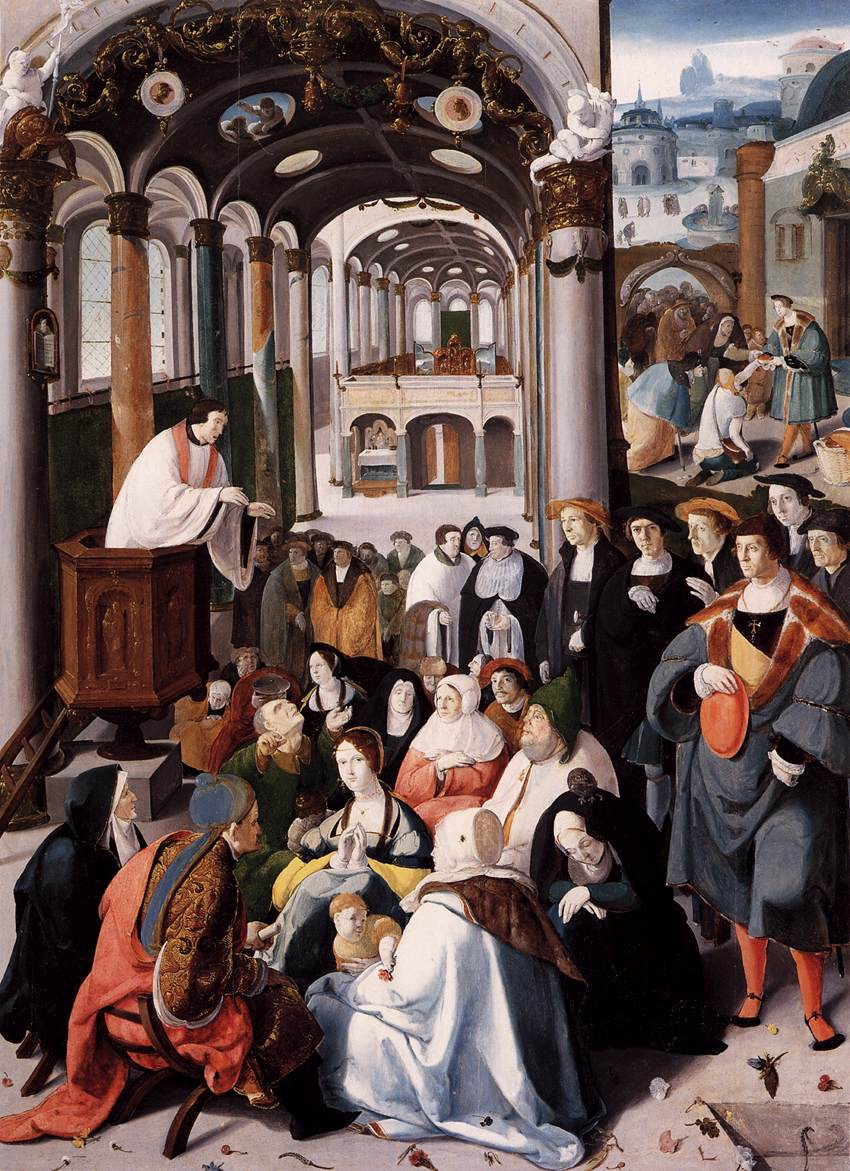
La vocación de San Antonio. Vista de una iglesia donde un sacerdote está predicando desde su púlpito a un grupo de hombres y mujeres.
Pintura de Aertgen van Leyden (1530). Rijksmuseum, Ámsterdam.

Homilética (del griego homiletikos, reunión, y homileos, conversar) es en teología la aplicación de los principios generales de la retórica, específicamente en la predicación pública.

## Definiciones
Homilética es una rama de la teología pastoral, la cual se encarga del estudio del sermón o discurso religioso. Trata de manera principal sobre la composición, reglas de elaboración, contenidos, estilos y correcta predicación del sermón. Nos enseña cómo presentar, con elegancia y estilo, un discurso religioso. Puede decirse, por lo tanto, que la homilética es el arte y la ciencia de predicar. Además del sermón, la homilética incluye otros tipos de discursos religiosos, que por lo general son formas de exposiciones más complejas y elaboradas para compartir los diferentes contenidos de la fe. 
La predicación o sermón homilético fue la principal forma de comunicar la fe utilizada por Cristo durante su ministerio terrenal. Sus apóstoles continuaron utilizándola con grandes resultados, según ha quedado registrado en el libro de Hechos de los Apóstoles. Durante la época apostólica de la Iglesia cristiana, el apóstol Pablo fue sin dudas el más destacado y prolífero predicador evangélico.
En épocas modernas, la homilética recibe grandes aportes gracias a la obra de destacados autores y evangelistas, entre ellos: Juan Wesley, Charles H. Spurgeon y Dwight L. Moody, cuyos escritos sentaron los fundamentos modernos de la homilética. Charles Haddon Spurgeon publicó su obra célebre: Discursos a mis estudiantes, que ha sido de gran ayuda para la comprensión de esta ciencia. 
Cabe mencionar la gran aportación de autores contemporáneos, como James D. Crane, autor de la obra "El sermón eficaz", el cual ha sido un texto base para el estudio de la homilética. 
Dentro de la Homilética católica, la formación de lectorados tales como la de Lyman Beecher en la Universidad de Yale produjo un aumento de la atención que se presta a la homilética, y los volúmenes publicados de esta serie son una fuente útil de información sobre la historia y la práctica de la disciplina.

### Subdivisión de teología pastoral
Desde el siglo XIX, la homilética ha ocupado un lugar primordial, especialmente en Alemania, como una rama de la teología pastoral. El "Diccionario de la norma" define Homilética como "la rama de la retórica que trata de la composición y la entrega de homilías o sermones".

### Predicación misionera
Cristo mismo predicó y encargó a sus apóstoles hacerlo. En su predicación se incluyeron dos formas de sermón, el misionero y ministerial (que corresponden al Magisterio y el ministerium de la Iglesia), el primero para los incrédulos, el último a los que ya están en la fe cristiana. De estos últimos tenemos un ejemplo notable en el discurso después de la última Cena (Juan, capítulos 14 al 16).

### Homilética evangélica y Homilética católica
Cabe señalar las distinciones entre la Homilética evangélica y la Homilética católica.
En las confesiones evangélicas, el sermón o discurso religioso es la "Predicación", el cual puede ser de naturaleza pastoral o evangelística. Este discurso, por lo general, tiene un carácter coloquial y se presenta con mayor libertad y espontaneidad por parte del predicador. La predicación puede ser presentada por el Pastor o cualquier miembro de la congregación, pues no se requiere ordenación al ministerio. Por eso es más común que las denominaciones evangélicas utilicen con mayor frecuencia otros métodos, tales como la conferencia, la charla, el simposio, el estudio, etc., los cuales forman parte del estudio de la homilética. 
En la Fe católica, el principal discurso es la homilía, el cual es un sermón con un carácter de mayor solemnidad, que forma un todo, un conjunto, con la Misa o culto católico. Debido a su carácter solemne, solo el sacerdote, o quien ha sido autorizado, puede impartirlo. En la Fe católica, tanto los textos, las fuentes y la naturaleza de la homilética son propios y, por lo general, su estudio forma parte de los estudios sacerdotales.
Es también su carácter solemne el que impide que otros posibles predicadores puedan dirigir la ceremonia religiosa.